# 473 a.C.

## Eventos
- Lúcio Emílio Mamerco, pela terceira vez, e Vopisco Júlio Julo, cônsules romanos.